# Ясенок 2-й
Ясенок 2-й — деревня в Измалковском районе Липецкой области (Россия). Административный центр Петровского сельсовета.
Расположена на левом берегу реки Ясенок в 16 км к юго-востоку от села Измалково, в 29 км к западу от Ельца и в 100 км от Липецка. На противоположном берегу реки находятся деревни Архангельское 1-е и Архангельское 2-е.
| 2010 |
| ---- |
| 0    |

## Примечание
1. 1 2  Всероссийская перепись населения 2010 года. Численность и размещение населения Липецкой области
2. ↑  Об установлении границ муниципальных образований Липецкой области. ТЕХЭКСПЕРТ. Дата обращения: 8 августа 2019. Архивировано 22 января 2021 года.